# Augusta von Düben
Ingeborg Augusta von Düben, född Lilliestråle 21 maj 1836 i Kärnbo socken, död 9 oktober 1919 på Ribbagården i Gränna, var en svensk friherrinna, författare och föreståndare för en privat anstalt för av sinnessjukdom lidande individer.
Augusta von Düben var dotter till Otto Lilliestråle och Maria Augusta Svinhufvud. Det litterära verket Tankar i hemmet skrev hon under 16 år. Verket gavs sedan ut i Jönköping 1916. 
Augusta von Düben gifte sig med Cesar von Düben, son till militären Anders Gustaf von Düben. I äktenskapet föddes flera barn, däribland Adrian von Düben, Ella von Düben och dottern Ingeborg Walberg som under en tid var bosatt i Republiken Sydafrika där hon verkade som missionär.